# Смеђаш камењар
Смеђаш камењар (Hyponephele lycaon) је дневни лептир из породице шаренаца (Nymphalidae).

## Опис
Смеђаш камењар је сличан много чешћем обичном смеђашу (Maniola jurtina). Женке се лако разликују, јер имају два окца на наранџастој површини предњег крила. Распон крила износи 35-42 mm.

## Распрострањење
Насељава палеарктичку зону, од Португала све до истока Русије. У Србији има налаза из разних крајева, али су знатно бројнији на југу земље.

## Биологија
Настањује сува, травната и каменита станишта са ретким жбуњем или ситним, раштрканим дрвећем.  
Бећина налаза је из јула и августа. Гусеница се храни појединим травама.